# 安淑帝姬
安淑帝姬（1105年—1109年），宋徽宗第八女，刘贵妃（追赠明達皇后）所生。
宋徽宗崇寧四年（1105年）四月出生，七月封安庆公主，大觀二年（1108年）二月改封隆福公主。公主三年（1109年）五月病薨，年五岁。追封蜀国公主。
政和三年（1113年），改公主号为帝姬，国号改为二字美名，政和四年十二月，追封安淑帝姬。